# 2011-es Fonogram díj átadása
A 2011-es Fonogram díj átadására 2011. március 2-án került sor.
A gálaest fellépői: Varga Viktor (Lehet zöld az ég), a Mókus + Harmónia Garden (Engem anyám megátkozott), az Ocho Macho (Equator), a Special Providence (Labyrinth), a Compact Disco (Without You), Szalóki Ági (Gingalló), Keresztes Ildikó + Björn Lodin és a H.A.R.D. (Várj úgy), a Budapest Saxophone Quartet (Kopanitsa), Király Viktor (Was It True?), a Heaven Street Seven (Eljöttél) és Ákos (A fénybe nézz, Adj hitet, Szindbád dala) voltak.

## Az év hazai klasszikus pop-rock albuma
Ákos – A katona imája (Fehér Sólyom)
- Bereczki Zoltán – Álomkép (Universal Music)
- Demjén Ferenc – Így fogadj el igazán (R&R Records)
- Keresztes Ildikó – Csak játszom (Sony Music)
- Tóth Vera – Zene kell nekem (EMI)
- Varga Viktor – Lehet zöld az ég..! (Magneoton)

## Az év külföldi klasszikus pop-rock albuma
Sade – Soldier Of Love (Sony Music)
- Eric Clapton – Clapton (Magneoton/Warner Music)
- Jimi Hendrix – Valleys Of Neptune (Sony Music)
- Joe Cocker – Hard Knocks (Sony Music)
- Slash – Slash (Magneoton/Warner Music)

## Az év hazai modern pop-rock albuma
Kowalsky meg a Vega – Ötcsillagos ***** (Alexandra Records)
- Anima Sound System – Tedd a napfényt be a számba (NarRator Records)
- Anna and the Barbies – Gyáva forradalmár (CLS Music)
- Caramel – Lélekdonor (Tom–Tom Records)
- Dobrády Ákos – Közelebb egymáshoz (Seven Music)
- Vad Fruttik – Fénystopposok (Megadó)

## Az év külföldi modern pop-rock albuma
Adam Lambert – For Your Entertainment (Sony Music)
- Alicia Keys – The Element Of Freedom (Sony Music)
- Jamiroquai – Rock Dust Light Star (Universal Music)
- Linkin Park – A Thousand Suns (Magneoton/Warner Music)
- Shakira – Sale El Sol / The Sun Comes Out (Sony Music)

## Az év hazai alternatív albuma
Bin–Jip – Enter (LAB6)
- 30Y – Városember (Megadó)
- Kispál és a Borz – Napozz Holddal (Megadó)
- Magashegyi Underground – Ezer erdő (Tom–Tom Records)
- Quimby – Kicsi ország (Tom–Tom Records)

## Az év külföldi alternatív albuma
Hurts – Happiness (Sony Music)
- Gorillaz – Plastic Beach (EMI)
- Kings of Leon – Come Around Sundown (Sony Music)
- Massive Attack – Heligoland (EMI)
- Serj Tankian – Imperfect Harmonies (Magneoton/Warner Music)

## Az év hazai elektronikus zenei produkciója
Compact Disco (CLS Music)
- Soerii és Poolek (Twelve Tones)
- Stereo Palma (Dancemania Recordings)
- Symbien (Gold Record)
- The Carbonfools (1G Records)

## Az év külföldi elektronikus zenei produkciója
Pendulum (Magneoton/Warner Music)
- Moby (EMI)
- Owl City (Universal Music)
- Röyksopp (EMI)
- The Chemical Brothers (EMI)

## Az év hazai hard rock vagy heavy metal albuma
Mobilmánia – Az út legyen veled (Alexandra Records)
Wendigo – Audio Leash (Hammer Music)
- Cadaveres – MindStream (Hammer Music)
- Road – Emberteremtő (Hammer Music)
- The Trousers – Soul Machine (Twelve Tones)

## Az év külföldi hard rock vagy heavy metal albuma
Ozzy Osbourne – Scream (Sony Music)
- Avenged Sevenfold – Nightmare (Magneoton/Warner Music)
- Deftones – Diamond Eyes (Magneoton/Warner Music)
- Iron Maiden – Final Frontier (EMI)
- Scorpions – Sting In The Tail (Sony Music)

## Az év hazai szórakoztatózenei albuma
Mága Zoltán – A királyok hegedűse (Tom–Tom Records)
- A két paraszt – Agrárock (Universal Music)
- Arcangeli – A verklis, egy dzsentri és az örömlány (Alexandra Records)
- Irigy Hónaljmirigy – 20 év 10 kedvence (CLS Music)
- Maszkura és a Tücsökraj – Kérlek így szeress! (CLS Music)
- Polyák Lilla – Homonnay Zsolt – Két szív (Sony Music)
- Zorall – Cirkusz világszám! (Hammer Music)

## Az év hazai gyermekalbuma
Boribon – Boribon Muzsikál (Universal Music)
- Alma–Bartos Erika – Balaton (Universal Music)
- Kiskalász Zenekar – Bartos Erika – Százlábú (Alexandra Records)
- Magyarország kedvenc gyerekdalai (Universal Music)
- Misztrál – Álomkófic (Gryllus)
- Zeneovi – Népdalok kicsiknek (Sony Music)

## Az év hazai felfedezettje
Holdviola (WM Records)
- Compact Disco (CLS Music)
- Mocsok 1 Kölyök (CLS Music)
- Ocho Macho (CLS Music)
- Takács Nikolas (Sony Music)

## Az év hazai jazzalbuma
Fekete–Kovács Quintet, Pannon Philharmonic Orchestra – Integro/Grandeur (BMC Records)
- Babos Gyula – Rapsodia (EMI/Hunnia Records)
- Csanyi Zoltán – Lattman Béla Quartet – A Walk On The Beach (Tom–Tom Records)
- Dresch Mihály, Szandai Mátyás, Lafayette Gilchrist, Hamid Drake – Sharing the Shed (BMC Records)
- Fábián Juli Jazz Riff – Honey & Chili (Unicus)
- Romhányi Áeon Trió feat. Brandon Fields – West Road Horizon (ZenePont Hungary)

## Az év hazai világzenei albuma
Nikola Parov – Álomidő (Tom–Tom Records)
- Csík zenekar – SzívestÖRÖMest (Fonó)
- Ferenczi György és a Rackajam – A rackák világa (Gryllus)
- Holdviola – Madárka (WM Records)
- Napra – Holdvilágos (Folkeurópa)

## Az év hazai autentikus népzenei albuma
Rendhagyó prímástalálkozó – Prímás parádé (Folkeurópa)
- Balogh Kálmán Gipsy Cimbalom Band – Délibáb (NarRator Records)
- Csiszár Aladár és Péterlaki zenekara – Fekete Antal gyűjtéseiből 10. (Folkeurópa)

## Az év hazai klasszikus komolyzenei albuma
Kelemen Barnabás, Kocsis Zoltán és a Magyar Nemzeti Filharmonikus Zenekar – Bartók Hegedűverseny (Hungaroton)
- Kolonits Klára – Liszt Songs (EMI/Hunnia Records)
- Kurtág Márta – Beethoven Diabelli variációk (BMC Records)
- Liszt Ferenc – Dalok (Hungaroton)
- Schola Hungarica – Ambrosian Chants for Epiphany (BMC Records)
- Szent Efrém Férfikar – Bizánci mozaikok (BMC Records)
- Szent Efrém Férfikar – Liszt Férfikarok I (BMC Records)
- Szent Efrém Férfikar – Liszt Férfikarok II (BMC Records)
- Szent karácsony története (Nóta Diszkont)
- Szvjatoszlav Richter – Richter in Hungary (BMC Records)
- Weiner–Szász Kamaraszimfonikusok – Haydn Anniversary Album (BMC Records)
- Weiner–Szász Kamaraszimfonikusok – Haydn: The seven last words of our Saviour on the Cross (BMC Records)

## Az év hazai kortárs komolyzenei albuma
Ensemble Linea – Plays Eötvös (BMC Records)
- Dukay Barnabás, Klukon Edit, Ránki Dezső – Visions Heard (BMC Records)
- Fejér András – C'est La Vie (Hungaroton)
- Havasi Balázs – Symphonic (Havasi Records)
- Vásáry André – Vásáry André (Universal Music)

## Az év dala
- Tabáni István: Gyönyörű szép (Universal Music)

## Életműdíj
- Szörényi Levente
- Bródy János